# Uskrs fest
Uskrs fest je najstariji festival hrvatske popularne kršćanske glazbe.

## Povijest
Korijen Uskrs festa seže potkraj 1960-ih. Članovi grupe Quo vadis: vlč. Franjo Jurak te dr. Josip Ladika, pokrenuli su Smotru glazbenog stvaralaštva mladih KATOM (skraćenica od »Katolička omladina«). Godine 1969. i 1970. smotra je bila održavana u zagrebačkoj crkvi sv. Marka Križevčanina. Sudionici su bili iz zajednica mladih i tada vrlo popularnih vokalno-istrumentalnih sastava: Quo vadis, Žeteoci, Prijatelji, Kristofori, Jordan, zagrebački Veritas i Kare (»Katoličke redovnice«), te kantautor Ivica Percl.
Deset godina stvari su mirovale, a onda je uslijedila akademija povodom obilježavanja 50. obljetnice smrti bl. Ivana Merza. Akademija je bila održana na svetkovinu Krista Kralja 1978. godine u Nadbiskupskoj klasičnoj gimnaziji u Zagrebu. Organizator akademije pater Božidar Nagy, tada voditelj Katehetskog centra Zagrebačke nadbiskupije, predložio je pokretanje nove smotre glazbeno-duhovnog stvaralaštva mladih, pod okriljem bl. Ivana Merza, a kao dan održavanja predložena je Bijela nedjelja, prva nedjelja nakon Uskrsa.
Dana 22. travnja 1979. održan je prvi Festival duhovne glazbe i poezije Zagreb 1979. (Festival duhovne šansone Zagreb) u Dječačkom sjemeništu na Šalati. U drugoj polovici 80.-ih dolazi do organizacijskih promjena. Organizator više nije Katehetski centar, već Glas Koncila. Vlč. Mijo Gabrić, nekoć bubnjar legendarnih Žeteoca promijenio je naziv festivala u Uskrs fest i preselio ga u crkvu sv. Križa u Sigetu, gdje se održao sljedećih nekoliko godina. Festival je bio održan i u zagrebačkoj katedrali, na otvorenom, te u Ciboni. 1991. godine bilo je predviđeno da se održi u Splitu, ali Domovinski rat onemogućio je održavanje. Nije održan ni 1992. ni 1993. godine. Tek 1994. godine održan je kao smotra, a sljedeće godine opet kao natjecateljski festival. Od 2002. godine Hrvatski katolički radio uključio se u organizaciju, a od 2004. i Odbor za mlade Hrvatske biskupske konferencije, u suradnji s povjerenicima za pastoral mladih. Godine 2011. festival nije bio natjecateljski, zbog obilježavanja nekoliko svečanih događaja. Bio je emitiran preko Hrvatskog katoličkog radija, Radio postaje Mir Međugorje, Primorskog radija, Radija Marije Bistrice, Radio postaje Vrhbosna, a prikazan je i na HRT+.

## Skladbe
Skladbe koje sudjeluju na ovom festivalu prema pravilima ovog festivala moraju biti nove i dosad neobjavljivane, a tematski trebaju biti kršćanskog karaktera. Festival je natjecateljskog karaktera. Smotra je glazbeno-duhovnog stvaralaštva mladih, a većina pjesama namijenjena je izvanliturgijskom izvođenju. Izvedene skladbe različitih su glazbenih stilova, od šansone i zabavne glazbe, do različitih smjerova rocka (pop-rocka, neoklasičnog rocka, heavy metala, zatim latino, disco, funky, techno i tako dalje. Bilo je i pokušaja da se preko Uskrs festa predstave skladbe koje bi mogle naći mjesto u slavljenju liturgije.

## Dosadašnji festivali
Nepotpun popis dosada održanih festivala:
Uskrs fest 2008.
U emisiji Sacro ritam HKR-a 31. siječnja 2008. objavljeni su službeni rezultati natječaja za odabir skladbi Uskrs festa 2008. Organizatori festivala su Odbor HBK za mlade i Hrvatski katolički radio. 68 skladbi izabrale su tekstovna i glazbena komisija. Tekstovna komisija bili su: asistentica na katedri Svetog Pisma Starog zavjeta, KBF Zagreb i Teologije u Rijeci Anđela Jeličić, dipl. theol., vjeroučitelj i pjesnik Nikola Kuzmičić i pjesnik Marko Pandurević. Glazbenu komisiju činili su: pjevačica duhovne glazbe Željka Marinović, voditeljica zbora Bijeli san Marta Bergovac, voditeljica zbora Trinitas Prečko Renata Škrnjug, Danijel Damjanović iz grupe Poklon, Krešo Matošević iz grupe Božja slava Band, Andrej Grozdanov iz grupe Kristina, zatim aranžer i gitarist, nekoć član grupa Izvor i Novo doba Luka Udjbinac, radijska voditeljica i članica grupe Bube Tanja Baran, Mihel Varenica i vlč. Damir Stojić. Zbrajanjem glasova članova komisija dobiven je redoslijed pjesama. Prvih dvadeset pjesma s najviše osvojenih bodova bile su izvedene na Uskrs festu 2008. godine. Festival je održan na Bijelu nedjelju 30. ožujka 2008. u Koncertnoj dvorani Vatroslava Lisinskog u Zagrebu. Izvođači i skladbe abecednim redom su: Anastasia – Vjerujem u Tebe, Ben Hur – Isuse, dođi, Bogoslovski band – Na obali, Bruno Krajcar – Hvalospjev majci, Damask – Nauči me da ljubim Isuse, Frama Široki Brijeg – Nepozvana žena, Ivo Šeparović – Raspeta ljubavi, Jeshua – Bez tebe, Katja Budimčić – Isus šalje nadu, Laudantes i The Messengers – Oče naš, Martina Matić - Molitvom i pjesmom, Misterij - Uskrsnuo je
Navjestitelji - Moj put, Navještenje - Nađeni Boga, Patrizia Sfettina - Čudnovat Ti si Duše Sveti, Siniša Česi i Prečisto srce - Sine Davidov, Sperantes – Franjo, VIS Mihovil - Zagrljaj ljubavi, VIS Proroci - Sa svjetlom u duši, Zakon neba – Susret.
Uskrs fest 2009.
Održao se 15. ožujka 2009. u KD 'Vatroslav Lisinski' u Zagrebu. Na radiju ga je prenosio Hrvatski katolički radio i ostala radija koja podržavaju festival, a pola sata od početka prijenos je i na HRT-u Plus. Sudionici su: Davor Terzić i zbor mladih sv. Eufemije - Druga obala, Maja Tadić - Vjera u Gospodina, Sve boje ljubavi - Tvoj me križ otkupio, Monolit - Ti si živ, Magdalena Tomić-Mijatović - Moja snaga, TS Šokački cvit - Večernji susret, Zbor mladih Nebeski znak - Himna Stvoritelju, Franko Krajcar i Orijana Rosezin - Primi ruke, VIS Betlehem - Vodiš me, Apostoli mira - Vjera moja nosi me, VIS Izidor - Dolaziš mi, Sperantes - Jutro Uskrsa, Zakon neba - Zadnja riječ, Emanuel Enko Majstorović - Ti si moj Kralj, Marijana Zovko - Milostiv budi, VIS Proroci - U Tvojim rukama, Jelena Barić - Korak bliže, Quartet Noa - Hvalospjev Bogu, Ivo Šeparović i Bljesak - Tragom radosti i Emanuel - Najbolji prijatelj.
Uskrs fest 2013.
Održan 7. travnja u Koncertnoj dvorani 'Vatroslava Lisinskog' u Zagrebu. Organizatori festivala su Ured za mlade HBK i Hrvatski katolicki radio. Rezultate izbora sudonika objavili su 7. veljače 2013. u HKR-ovoj glazbenoj emisiji 'Sacro ritam'. Izabrala su ih tekstualna i glazbena komisija. Stručnu tekstualnu komisiju činile su profesorice hrvatskog jezika Anđa Jakovljević i Marina Čubrić te svećenik Boris Vulić. Stručna glazbena komisija bila je prof. glazbe Branko Ivošević, voditeljica zbora Izvor Ivana Jelinčić, pokretač Hrvatskog Nadzemlja Marin Periš, glavna urednica Croatia Recordsa Nikolina Mazalin, Teodora Festini te svećenici Krešimir Dajcman i Tomislav Kašić. Sudionici dolaze iz Hrvatske, BiH i Vojvodine: Ivo Šeparović - U srcu Tvom skriven (Zagreb), VIS Izidor - Mom Kralju (Split), Klapa Grobnik - Kad nebo dode po mene (Cavle), VIS Risus - Evo mene dolazim (Požega), VIS Trinity - Slavim Te (Čepin), Davor Terzić i Kap - Bog moj i moje sve (Rovinj), Sperantes - Kap Tvoje ljubavi (Split), Aledory - Križ svoj zovem pobjedom (Rijeka), Damir Topić i klapa Levanda - Disati Život (Zagreb), Zvonimir Kalić - Kruh života (Vrpolje), Apostoli mira - Možeš nebo dotaći (Mađarevo), Barka - Psalam 25 (Velika Mlaka), Ješua – Sutra (Zagreb), Proroci - Putem povjerenja (Subotica), Marijana Zovko – Pronadena (Luphaim), Kefa - Dodir ljubavi (Zagreb), Otkrivenje - Predaj se (Zagreb), Antonio Tkalec - Hvala Ti što sam stvoren tako čudesno (Varaždin), Zakon Neba – Siguran (Dugo Selo), Sonja Agata Bišćan – Čuda (Zagreb).
Uskrs fest 2015.
- Sliryc 33 – Pobjeda (prva nagrada)
- Zbor mladih Preslavnoga Imena Marijina – Nevjerojatna snaga (druga nagrada)
- Vlaho Prohaska Doći će čas – (treća nagrada)
- Agnus – Želim Ti život dati na dlanu
- Tajana Šarić i Ljubo Vuković – Hvala Ti
- Ante Toni Janković – Svakidašnja jadikovka
- Davor Terzić i Antonio Tkalec – Mojsijev i Jaganjčev hvalospjev
- Katarina Marčinković – Slavim Te Kriste
- Snježana Peulić – Trebam Te
- Vlatko Vukina i Janja Vukina Fučko – Ti svjetlo si svijeta
- Andrijane – S Tobom, Isuse
- VIS Damjan – Svjetlo križa
- VIS Cantero – Osposobi me za ljubav
- VIS Familias – Izvor ljubavi
- Marijana Zovko – Kao Toma nevjerna

U revijalnom dijelu članovi ansambla duhovnoga rock mjuzikla Uskrsli izveli su završnu scenu mjuzikla, mladi glazbenici iz BiH iz nekoliko vokalno-instrumentalnih sastava premijerno su izveli pjesmu Stopama mira, skladanu za susret mladih s papom Franjom u Sarajevu, te prošlogodišnji pobjednici, VIS Trinity.
Uskrs fest 2016.
Voditelji su bili Diana Tikvić i Marin Periš, koji je i autor najava. Organizatori festivala su Ured Hrvatske biskupske konferencije za mlade i Hrvatski katolički radio. Stručni žiri u sastavu Marija Husar-Rimac, Bero Blažević, Nikolina Mazalin, Anja Šovagović-Despot i vlč. Ljubo Vuković (sudionik prvog Uskrs festa) ocjenjivao je skladbe, scenski nastup te ukupni dojam. Sudjelovali su izvođač iz 12 gradova Hrvatske i Bosne i Hercegovine: grupa Oton (Pula) sa skladbom „Božje milosrđe", Klapa Leggiero (Zagreb) - „Buđenje", Tea Vidaić (Zadar) - „Ti si svet", Frama Čerin (Čerin, BiH) - „Sigurno je srce moje, Psalam 108", Credo Credo (Marija Gorica) - „Psalam 27", Otkrivenje (Zagreb) - „Ljubiš me", Vlaho Prohaska (Rijeka) - „Ljubim te Isuse", Izidor (Split) - „Vjerujem", Davor Terzić (Rovinj) - „Knjiga života", Hanna i Jerko (Zagreb) - „Čuješ li korake", DominikS (Žepče, BiH) - „Molitva", Antonio Tkalec (Varaždin) - „Ohrabri me", Zvonimir Kalić (Vrpolje) - „Pravi dan" i Aeternum (Županja) - „Isus je došao".  Trebala je sudjelovati sudionica Sonja Agata Bišćan (Den Haag, Nizozemska), no nije mogla nastupiti iz objektivnih razloga, ali je zato njezina pjesma „Trebam Te" na CD-u Uskrs fest 2016. kojega je objavila Cro sacro etikete Hrvatskoga katoličkog radija i Croatia Recordsa. Revijalni dio festivala bio je u znaku sv. Leopolda Bogdana Mandića. Žiri je najveći broj bodova (50) dodijelio debitantima, sastavu DominikS iz Žepča (BiH) koji je izveo skladbu „Molitva". Drugu nagradu osvojili su Hanna Pölhe i Jerko Marić sa skladbom „Čuješ li korake". Treću nagradu osvojio je dugogodišnji sudionik glazbeno duhovne scene Antonio Tkalec sa skladbom „Ohrabri me".
Album Uskrs fest 2016. nominiran je za Porina 2017. u kategoriji najbolji album popularne duhovne glazbe.
Uskrs fest 2017.
Festival nije održan. Organizatori su odlučili ne održati Uskrs fest 2017., jer bi jedan iza drugoga slijedili Susret hrvatske katoličke mladeži u Vukovaru i Uskrsfest. S obzirom da vezivanjem snaga i osoba događaji konkuriraju jedan drugomu, prednost je dana susretu mladeži. Otklonjena je mogućnost naknadnog održavanja festivala, jer je tri godine prije neuspješno završio pokušaj da se Uskrsfest zbog Susreta hrvatske katoličke mladeži održi naknadno.
Uskrs fest 2018.
- VIS Damjan – Sve mogu u Onom koji me jača
- Meri Cetinić – Moga srca Ti si glas
- Matea Horvat – Bog spašava
- Maja Mušlek – Isus govori
- Piscatores – Moj Bog, moj Otac
- Frama Posušje – Prostranstva Tebe koji jesi
- Rafael Judita – Vraćam se
- SKAC zbor – Tebe žeđa duša moja
- VIS Aurora – Dođi
- Grupa Oton – Sveti i presveti
- Dario Bezik – Moj Kralj živi
- VIS Veritas aeterna – Sveto ime
- Antonio Tkalec – Dok postojim, Tebi ću pjevati
- Bogoslovski be(N)D Sirah – S Tobom ne bojim se
- Grupa RiM – Hram
- fra Marin Karačić – Tu
- Sestre Ramljak – Ne plači, Marijo

Poseban gost večeri bio je Marin Ivanović – Stoka.
Uskrs fest 2019.
- Magdalena Tomić-Mijatović – Trag
- Zbor Anima Una – Tišina
- Zbor Mihovil – Tvoja prisutnost
- Stijepo Gleđ Markos – Nebo ljubavi
- Fra Marin Karačić – Poziv
- Matea Horvat – Nada
- Davor Terzić – Neka te Bog blagoslovi
- Maja Tadić – Nadu daj mi Ti
- Bogoslovski Ben(d) Sirah – Ne živimo sebi
- Grupa Oton – Uskrs u srcu
- Antonio Tkalec – Daj nam snage
- VIS Veritas aeterna – Hvali dušo moja, Gospodina
- Grupa RiM – Novi život
- Čedo Antolić i zbor Hrid – Hvala Ti Kriste
- VIS Otkrivenje – Hvala Ti

Ovogodišnji festval nije bio natjecateljski. U revijalnom dijelu festivalskog programa nastupili su Nina Badrić, Marija i Ivana Husar, Alan Hržica, zbor Izvor, te fizičar Davor Pavuna. Povodom četrdesete obljetnice Uskrs festa izdan je i kompilacijski CD. Na prvom CD-u nalaze se pobjedničke pjesme s Uskrs festa od 2002. do 2019., na drugom CD-u pobjedničke pjesme od 1979. do 2001. godine, a na trećem CD-u prikupljene su uspješnice koje nisu bile nagrađene.
Uskrs fest 2020.
Festival nije održan.

## Vanjske poveznice
Mrežna mjesta
- Uskrs fest  Arhivirana inačica izvorne stranice od 31. kolovoza 2019. (Wayback Machine)